# 2 World Trade Center (1971–2001)
O Two World Trade Center original (também conhecido como Torre Sul, Torre 2, Edifício Dois ou 2 WTC) foi uma das torres gêmeas do complexo original do World Trade Center na cidade de Nova Iorque. A Torre foi concluída e inaugurada em 1973, a uma altura de 415 m até o telhado, distinguindo-se de sua gêmea, a Torre Norte (1 World Trade Center), pela ausência de uma antena de televisão. No 107º andar desse edifício havia uma atração turística popular chamada “Top of the World Trade Center Observatories”, e no telhado havia um deck de observação ao ar livre acessível ao público e um heliponto fora de uso no centro. O endereço desse edifício era 2 World Trade Center, sendo que o complexo do WTC tinha seu próprio código postal, 10048.
A Torre Sul foi destruída junto com a Torre Norte nos ataques de 11 de setembro. Às 9h03min, dezessete minutos depois que a Torre Norte foi atingida, a Torre Sul foi atingida pelo voo United Airlines 175. Embora tenha sido o segundo dos dois arranha-céus a ser atingido por um avião sequestrado, foi o primeiro a colapsar, às 9h59, depois de queimar por 56 minutos. Das 2.977 vítimas mortas nos ataques, cerca de 1.000 estavam na Torre Sul ou no solo.
O novo 2 World Trade Center, que está atualmente em espera, foi planejado tendo uma fachada em forma de degrau de escada, sem deck de observação e sem pisos mecânicos. No Memorial e Museu Nacional do 11 de Setembro, a piscina sul marca o local onde ficava a Torre Sul.

## História

### Desenvolvimento
Em 1961, a Autoridade Portuária de Nova Iorque e Nova Jérsei concordou em construir o World Trade Center no local do Terminal Hudson em Lower Manhattan, na cidade de Nova York. Em 20 de setembro de 1962, a Autoridade Portuária anunciou a escolha de Minoru Yamasaki como arquiteto principal e Emery Roth & Sons como arquitetos associados. Yamasaki elaborou o plano para incorporar torres gêmeas. Seu plano original previa que as torres tivessem 80 andares, Mas para atender à exigência da Autoridade Portuária de 930.000 m2 (10.000.000 pés quadrados) de espaço para escritórios, os edifícios teriam que ter 110 andares cada. O projeto de Yamasaki para o World Trade Center, revelado ao público em 18 de janeiro de 1964, exigia uma planta quadrada de aproximadamente 63 m (208 pés) de dimensão em cada lado.
Em março de 1965, a Autoridade Portuária começou a adquirir propriedades no local do World Trade Center. O trabalho de demolição começou em 21 de março de 1966, e o lançamento da pedra fundamental para a construção do World Trade Center ocorreu em 5 de agosto de 1966. Em janeiro de 1967, a Autoridade Portuária concedeu US$ 74 milhões em contratos a vários fornecedores de aço. A construção da Torre Sul estava em andamento em janeiro de 1969. A cerimônia de inauguração do 2 WTC (a Torre Sul) ocorreu em 19 de julho de 1971. A Torre Sul começou a aceitar locatários em janeiro de 1972, e uma cerimônia de corte da fita foi realizada em 4 de abril de 1973.

### Operação
Em 1981, a Autoridade Portuária anunciou um plano de US$ 45 milhões para instalar rociadores de incêndios em todo o World Trade Center, após um grande incêndio criminoso que ocorreu na Torre Norte em 1975.
Em 26 de fevereiro de 1993, um caminhão Ryder carregado com 680 kg de explosivos (plantados por Ramzi Yousef) foi detonado na garagem subterrânea da Torre Norte. De acordo com um juiz presidente, o principal objetivo dos conspiradores no momento do ataque era desestabilizar a Torre Norte e fazer com que ela se chocasse contra a Torre Sul, derrubando os dois arranha-céus. Seis pessoas foram mortas e outras 1.042 ficaram feridas nos ataques.
Em fevereiro de 2001, a Autoridade Portuária alugou todo o complexo do World Trade Center para a Vornado Realty Trust. No entanto, o Vornado insistiu em fazer alterações de última hora no acordo, e a segunda maior oferta, a Silverstein Properties, assinaram um contrato de aluguel para o complexo em 24 de julho de 2001.

### Ataques de 11 de setembro

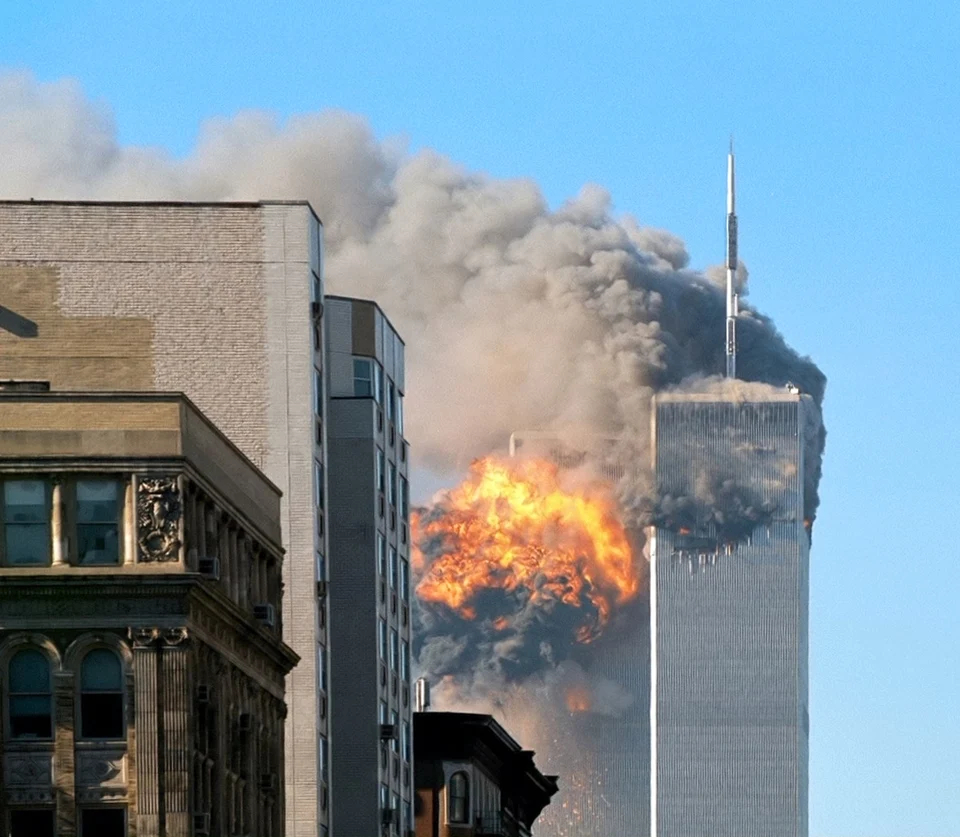
O voo 175 da United Airlines atinge o 2 World Trade Center nos ataques de 11 de setembro.

Às 9h03 EDT de 11 de setembro de 2001, cinco terroristas colidiram o voo 175 da United Airlines contra a face sul da Torre Sul. Três edifícios do complexo do World Trade Center, incluindo o 2 WTC, desabaram devido à falha estrutural induzida pelo fogo. A construção leve e a natureza oca das estruturas permitiram que o combustível de aviação penetrasse muito dentro das torres, provocando muitos incêndios grandes simultaneamente em uma ampla área dos andares atingidos. O combustível dos aviões queimou, no máximo, por alguns minutos, mas os materiais dentro dos edifícios queimou durante uma hora ou uma hora e meia seguinte.
Os incêndios talvez não tivessem sido tão centrais nem tão intensos se a construção tradicionalmente pesada de arranha-céus estivesse no caminho da aeronave. Os detritos e o combustível provavelmente teriam permanecido em sua maior parte fora dos edifícios ou concentrados em áreas mais periféricas, longe dos núcleos dos edifícios, que não teriam se tornado pontos de falha exclusivos. Nesse cenário, as torres poderiam ter permanecido de pé por muito mais tempo, talvez indefinidamente. Os incêndios foram suficientemente intensos para enfraquecer as colunas e fazer com que os pisos cedessem, puxando as colunas do perímetro para dentro e reduzindo sua capacidade de suportar a massa do edifício acima. A Torre Sul colapsou às 9h59 depois de arder por 56 minutos no incêndio causado pelo impacto do voo 175 da United Airlines e pela explosão de seu combustível.
Minoru Yamasaki foi o arquiteto principal da torre, e Emery Roth & Sons foram os arquitetos associados. Durante a construção do World Trade Center, os engenheiros estruturais acabaram seguindo as versões preliminares dos códigos de construção de 1968 da cidade de Nova York, que incorporavam “técnicas avançadas” no projeto de construção. s Torres Gêmeas usaram um projeto de estrutura tubular, que exigiu 40% menos aço estrutural do que os projetos de edifícios convencionais. As estruturas foram inspiradas pela ética arquitetônica do arquiteto francês Le Corbusier e foram a expressão seminal das tendências modernistas góticas de Yamasaki. Yamasaki também se inspirou na arquitetura islâmica, elementos que ele incorporou no projeto dos edifícios, tendo projetado anteriormente o Aeroporto Internacional de Dhahran, na Arábia Saudita, com o Saudi Binladin Group.
Quando foi concluída em 1973, a Torre Sul tornou-se o segundo edifício mais alto do mundo, com 415 m (1.362 pés), atrás da Torre Norte. Seu deck de observação no telhado tinha 415 m (1.362 pés) de altura e seu deck de observação interno tinha 400 m (1.310 pés) de altura. Cada torre tinha mais de 410 m (1.350 pés) de altura e ocupava cerca de 4.000 m2 (1 acre) do total de 65.000 m2 (16 acres) do terreno do local.

### Fachada
As fachadas das Torres Gêmeas eram feitas de colunas de aço perimetrais de alta resistência e suporte de carga que atuavam como treliças Vierendeel. Embora as colunas em si fossem leves, elas eram espaçadas umas das outras, formando uma estrutura de parede forte e rígida. Havia 59 colunas perimetrais, com espaçamento estreito, em cada lado do edifício. No total, as paredes do perímetro mediam 64 m (210 pés) de comprimento em cada lado, e os cantos eram chanfrados. A estrutura do perímetro foi construída com peças modulares pré-fabricadas, conectadas por placas de proteção. Do sétimo andar até o nível do solo e até a fundação, as colunas foram espaçadas em 3,0 m (10 pés) para acomodar as portas. Todas as colunas foram colocadas no leito rochoso a 20-26 m (65-85 pés) abaixo da superfície.

### Características estruturais
O núcleo do edifício abrigava o elevador e os poços de utilidades, banheiros, três escadas e outros espaços de apoio. O núcleo de cada torre era uma área retangular de 27 por 41 m (87 por 135 pés) e continha 47 colunas de aço que iam do alicerce até o topo da torre. O núcleo estrutural da Torre Sul foi orientado com o eixo longo de norte a sul. As colunas centrais suportaram cerca de metade do peso das torres. Todos os elevadores estavam localizados no núcleo. Cada edifício tinha três escadas, também no núcleo, com exceção nos andares mecânicos. O espaço grande e sem colunas entre o perímetro e o núcleo foi preenchido por treliças de piso pré-fabricadas, que se conectaram às colunas do perímetro.
As treliças de chapéu (ou “treliça de estabilização”) localizadas do 107º andar até o topo das torres Norte e Sul foram projetadas para suportar uma antena de comunicação no topo de cada edifício. A Torre Sul nunca teve sua antena instalada. O projeto de estrutura tubular usando núcleo de aço e colunas perimetrais protegidas com material resistente ao fogo pulverizado criou uma estrutura relativamente leve que balançaria mais em resposta ao vento. Ao projetar o World Trade Center, Leslie Robertson chegou a considerar um cenário de impacto de um avião a jato colidindo contra o edifício. O Instituto Nacional de Padrões e Tecnologia (NIST) encontrou um white paper de três páginas que mencionava que outra análise, envolvendo o impacto de um jato a 600 mph (970 km/h), foi de fato considerada, mas o NIST não conseguiu localizar a evidência documental da análise de impacto de aeronave.

Materiais resistentes ao fogo pulverizados (SFRMs), placas de gesso e vermiculita foram usados para fornecer proteção contra incêndio aos interiores. Mais proteção contra incêndio foi adicionada após um incêndio em fevereiro de 1975, mas após o atentado de 1993, as inspeções descobriram que a proteção contra incêndio era deficiente.  Os códigos de construção da cidade de Nova York de 1968 não exigiam rociadores de incêndios para edifícios altos, exceto para espaços subterrâneos mas todo o complexo foi remodelado em 2001.

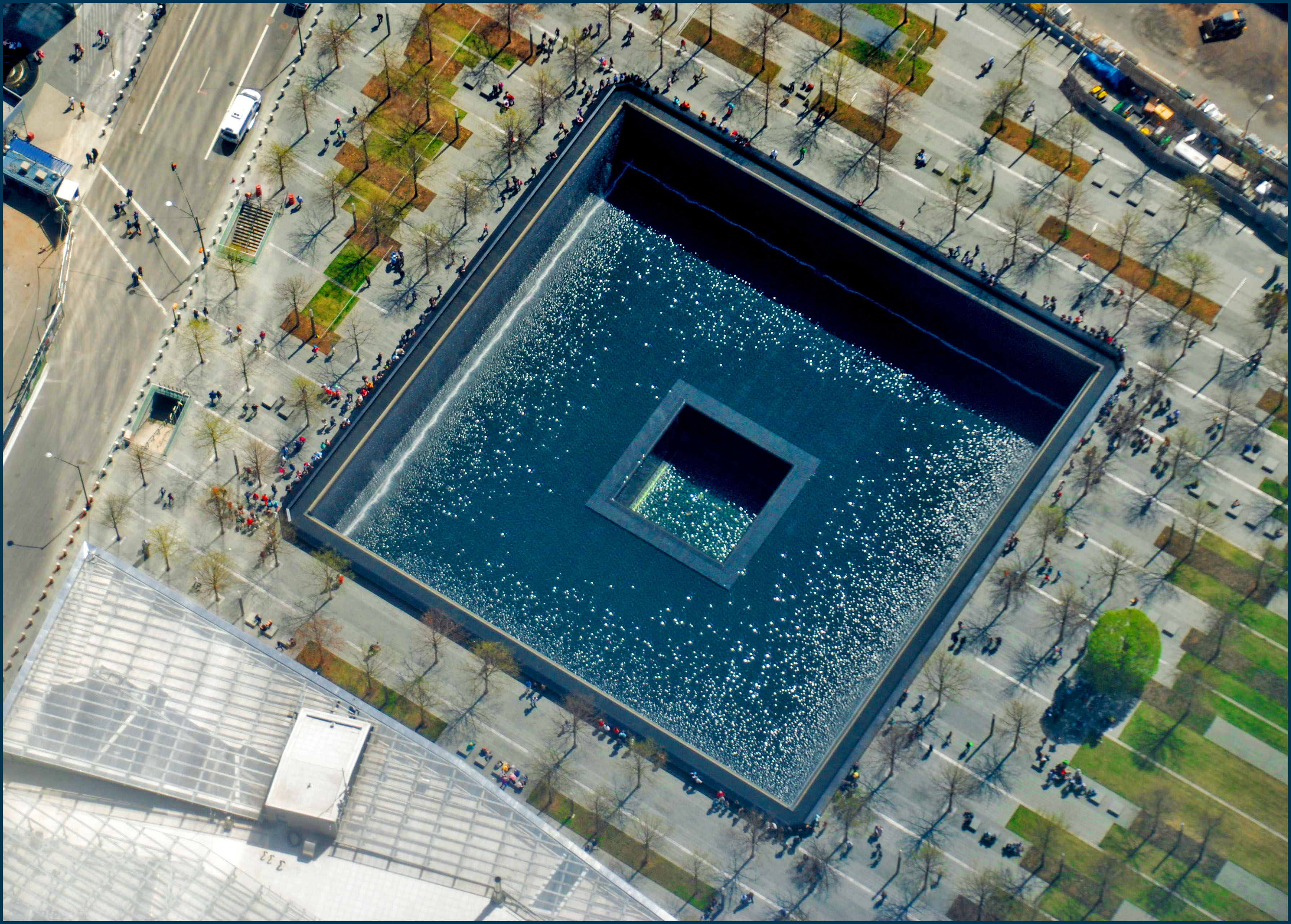
A piscina sul do atual National September 11 Memorial & Museum, que marca o local onde ficava o Two World Trade Center original.

## Locatários
Nota: Os andares numerados em vermelho fazem parte da área de impacto do voo 175 da United Airlines, com os andares bloqueados pelo impacto numerados em cinza escuro .
| Andar | Empresas/Organizações | Negócios                                                                   |
| --- | --- | -------------------------------------------------------------------------- |
| R | Observatório Externo (Top of the World) | Turismo                                                                    |
| 109 | Andar mecânico | —                                                                          |
| 108 | Andar mecânico | —                                                                          |
| 107 | Showtime Pictures, Observatório Interno do Top of the World Trade Center Observatories, Sbarro Street Station, Nathan's Famous Hot Dogs, Manhattan Magic, Kodak                                                       | Serviços empresariais, Turismo, Alimentos, Entretenimento                  |
| 106 | Atlantic Bank of New York | Bancos/Financeiro                                                          |
| 105 | AON Corporation | Seguros                                                                    |
| 104 | AON Corporation, Sandler O'Neill and Partners | Seguros, Investimentos                                                     |
| 103 | AON Corporation | Seguros                                                                    |
| 102 | AON Corporation | Seguros                                                                    |
| 101 | AON Corporation | Seguros                                                                    |
| 100 | AON Corporation | Seguros                                                                    |
| 99 | AON Corporation | Seguros                                                                    |
| 98 | AON Corporation | Seguros                                                                    |
| 97 | Fiduciary Trust Company International | Bancos/Financeiro                                                          |
| 96 | Fiduciary Trust Company International | Bancos/Financeiro                                                          |
| 95 | Fiduciary Trust Company International | Bancos/Financeiro                                                          |
| 94 | Fiduciary Trust Company International | Bancos/Financeiro                                                          |
| 93 | AON Corporation, Regus Business Centers | Seguros, Co-working                                                        |
| 92 | AON Corporation | Seguros                                                                    |
| 91 | Gibbs & Hill, Raytheon, Washington Group International | Engenheiros, Manufatura                                                    |
| 90 | Fiduciary Trust Company International | Bancos/Financeiro                                                          |
| 89 | Keefe, Bruyette & Woods | Investimentos                                                              |
| 88 | Keefe, Bruyette & Woods | Investimentos                                                              |
| 87 | Departamento de Tributação e Finanças do Estado de Nova York, Corporation Service Company | Governo, Financeiro                                                        |
| 86 | Departamento de Tributação e Finanças do Estado de Nova York | Governo                                                                    |
| 85 | Harris Beach & Wilcox | Advogados                                                                  |
| 84 | Euro Brokers | Financeiro                                                                 |
| 83 | IQ Financial Systems, Chuo Mitsui Trust & Banking | Financeiro                                                                 |
| 82 | Fuji Bank | Bancos/Financeiro                                                          |
| 81 | Fuji Bank | Bancos/Financeiro                                                          |
| 80 | Fuji Bank | Bancos/Financeiro                                                          |
| 79 | Fuji Bank | Bancos/Financeiro                                                          |
| 78 | Vestíbulo elevado, First Commercial Bank, Baseline Financial Services | Bancos/Financeiro, Financeiro                                              |
| 77 | Baseline Financial Services | Financeiro                                                                 |
| 76 | Andar mecânico | —                                                                          |
| 75 | Andar mecânico | —                                                                          |
| 74 | Morgan Stanley | Investimentos                                                              |
| 73 | Morgan Stanley | Investimentos                                                              |
| 72 | Morgan Stanley | Investimentos                                                              |
| 71 | Morgan Stanley | Investimentos                                                              |
| 70 | Morgan Stanley | Investimentos                                                              |
| 69 | Morgan Stanley | Investimentos                                                              |
| 68 | Morgan Stanley | Investimentos                                                              |
| 67 | Morgan Stanley | Investimentos                                                              |
| 66 | Morgan Stanley | Investimentos                                                              |
| 65 | Morgan Stanley | Investimentos                                                              |
| 64 | Morgan Stanley | Investimentos                                                              |
| 63 | Morgan Stanley | Investimentos                                                              |
| 62 | Morgan Stanley, Demeter Management Corporation | Investimentos, Não disponível                                              |
| 61 | Morgan Stanley | Investimentos                                                              |
| 60 | Morgan Stanley | Investimentos                                                              |
| 59 | Morgan Stanley | Investimentos                                                              |
| 58 | Bridge Information Systems | Provedor de Informações Financeiras                                        |
| 57 | Hold Brothers | Financeiro                                                                 |
| 56 | Morgan Stanley | Investimentos                                                              |
| 55 | Guy Carpenter, Garban Intercapital, Harlows | Resseguros, Investimentos, Não disponível                                  |
| 54 | Guy Carpenter | Resseguros                                                                 |
| 53 | Guy Carpenter | Resseguros                                                                 |
| 52 | Guy Carpenter | Resseguros                                                                 |
| 51 | Guy Carpenter | Resseguros                                                                 |
| 50 | Guy Carpenter | Resseguros                                                                 |
| 49 | Guy Carpenter, Seabury & Smith | Resseguros, Seguros                                                        |
| 48 | Fireman's Fund Insurance Company, Guy Carpenter | Seguros, Resseguros                                                        |
| 47 | Guy Carpenter | Resseguros                                                                 |
| 46 | Morgan Stanley | Investimentos                                                              |
| 45 | Morgan Stanley | Investimentos                                                              |
| 44 | Vestíbulo elevado, Morgan Stanley | Investimentos                                                              |
| 43 | Morgan Stanley | Investimentos                                                              |
| 42 | Andar mecânico | —                                                                          |
| 41 | Andar mecânico | —                                                                          |
| 40 | Sitailong International USA, Thacher Proffitt & Wood, LLP | Não disponível, Advogados                                                  |
| 39 | Thacher Proffitt & Wood, LLP | Advogados                                                                  |
| 38 | Thacher Proffitt & Wood, LLP | Advogados                                                                  |
| 37 | — | —                                                                          |
| 36 | Frenkel and Company | Seguros                                                                    |
| 35 | Frenkel and Company | Seguros                                                                    |
| 34 | OppenheimerFunds | Investimentos                                                              |
| 33 | OppenheimerFunds | Investimentos                                                              |
| 32 | OppenheimerFunds, Commerzbank Capital Markets | Investimentos, Financeiro                                                  |
| 31 | OppenheimerFunds | Investimentos                                                              |
| 30 | Bolsa de Valores de Nova Iorque, Hartford Steam Boiler | Financeiro, Seguros                                                        |
| 29 | Weatherly Securities Corporation, Bolsa de Valores de Nova Iorque | Investimentos, Financeiro                                                  |
| 28 | Bolsa de Valores de Nova Iorque, Big A Travel Agency, Escritório de Advocacia de Joseph Bellard, Hua Nan Commercial Bank Ltd.                                                                                         | Financeiro, Transporte, Escritórios de Advocacia, Instituições Financeiras |
| 27 | — | —                                                                          |
| 26 | Sun Microsystems | Serviços de computação                                                     |
| 25 | Sun Microsystems | Serviços de computação                                                     |
| 24 | Allstate Insurance Company, Câmara de Comércio da China, Globe Tour and Travel, SCOR U.S. Corporation, Sinolion, TD Ameritrade                                                                                        | Seguros, Organizações, Viagens, Seguros, Não disponível, Investimentos     |
| 23 | SCOR U.S. Corporation, Unistrat Corporation of America | Seguros, Consultores                                                       |
| 22 | Antal International, Mancini Duffy, Sistema de Aposentadoria do Estado de Nova York | Não disponível                                                             |
| 21 | Adecco, Career Engine, Mancini Duffy, Matthews & Wright Inc., Taiwan Sugar Corporation | Agência de empregos, Pesquisa, Arquitetos, Não disponível                  |
| 20 | Thacher Proffitt & Wood, LLP, New York Shipping Association | Advogados, Transporte                                                      |
| 19 | New York Shipping Association, Comissão do Porto de Nova York | Transporte, Não disponível                                                 |
| 18 | AbraCadabra Digital Printing, Alliance Consulting Group, Weiland International Inc. | Serviços empresariais, Não disponível                                      |
| 17 | Instituto de Finanças de Nova Iorque | Bancos/Financeiro                                                          |
| 16 | Instituto Nacional de Desenvolvimento e Pesquisa | Pesquisa                                                                   |
| 15 | Candia Shipping, Orient International, Conselho de Investimento da Costa Rica (CINDE), DigiOrbit Corporation, Millennium Management Resources Inc., Optech Systems Inc., Stallion Commerce Corporation, TD Ameritrade | Não disponível, Investimentos, Não disponível, Bancos/Financeiro           |
| 14 | Charna Chemicals, Paging Network of New York, Patinka International (USA), Union Bank of California | Manufatura, Telecomunicações, Serviços empresariais, Bancos/Financeiro     |
| 13 | Verizon Communications | Telecomunicações                                                           |
| 12 | Verizon Communications | Telecomunicações                                                           |
| 11 | Verizon Communications, Candia Shipping | Telecomunicações, Transporte                                               |
| 10 | Verizon Communications | Telecomunicações                                                           |
| 9 | Verizon Communications | Telecomunicações                                                           |
| 8 | Andar mecânico | —                                                                          |
| 7 | Andar mecânico | —                                                                          |
| 6 | — | —                                                                          |
| 5 | — | —                                                                          |
| 4 | — | —                                                                          |
| 3 | — | —                                                                          |
| 2 | TKTS | Bilheteria                                                                 |
| Lobby | Fundação Nichols, Colortek Kodak Imaging Center | Governo/Escolas, Serviços empresariais                                     |
| Concourse | Shopping do World Trade Center | Varejo                                                                     |
| B | Xerox, Morgan Stanley, Anthem, Câmara de Comércio de Nova York | Manufatura, Investimentos, Seguros, Governo                                |
| NA | Continental Insurance Company | Seguros                                                                    |
| FONTES: CoStar Group Inc.; Skyscrapers, An Architectural Type of Modern Urbanism; compilado de relatórios da AP e CNN. | |                                                                            |

OBSERVAÇÃO: O Atlantic Bank of New York havia se mudado em julho de 2001, mas ainda estava pagando o aluguel em setembro de 2001.